# آنتونیو کارمانی
آنتونیو کارمانی (اسپانیایی: Antonio Karmany‎؛ زادهٔ ۲۱ ژانویهٔ ۱۹۳۴) دوچرخه‌سوار اهل اسپانیا است. وی در مسابقات تور دو فرانس شرکت کرده است.